# Cristina Azuma
Cristina Azuma (São Paulo, 12 de novembro de 1964) é violonista, compositora, professora, e pesquisadora musical brasileira.

## Biografia
Cristina Azuma nasceu em 1964, em São Paulo. Desde seus 16 anos de idade, se apresenta como solista, em duo de violões e em música de câmara, em diversos países das Américas, Europa e Asia. Vive na Europa, principalmente na França, desde 1990.
Como instrumentista, sua marca pessoal são as conexões que faz entre diferentes tradições musicais tratadas com grande profundidade e qualidade técnica, fazendo tombar barreiras entre diferentes estilos de música, com projetos a cada vez diferentes.
Gravou seu primeiro disco solo em 1986, aos 21 anos de idade, apresentando um repertório completamente inédito para violão, composto de arranjos e composições originais de novos autores brasileiros, das quais quatro de sua autoria, editando ao mesmo tempo um álbum de partituras que muito contribuiu para a divulgação das peças entre os violonistas. Um trabalho cuja qualidade é recompensada por dois prêmios de Criação Musical pela SACEM no "8ème Carrefour Mondial de la Guitare"[1], na Martinica, em 1988, para as peças "Jongo", de Paulo Bellinati, e "Frio e chuva", de Israel Almeida.
Em março de 1993, foi a artista escolhida para inaugurar o Palacio de la Guitarra, teatro e museu dedicados ao instrumento no Japão, em 1993. Nessa ocasião, lança um CD, onde utiliza alguns dos violões centenários da coleção do Palacio.
Seu terceiro CD solo, Contatos, foi indicado, em 1996, para o Naird Awards, prêmio da crítica especializada que aponta os 5 melhores lançamentos de solistas clássicos do ano nos EUA, tendo assim a recompensa por um programa ousado, onde música contemporânea europeia, ritmos populares do Nordeste brasileiro e do leste europeu se sucedem e fazem sobressair seus pontos comuns.
Em 1998, lançou o álbum Mistérios do Rio Lento, em duo com o compositor Celso Machado, incrivel showman brasileiro, violonista e percussionista.
Primeira aluna graduada em violão na USP (em 1986), ela é também doutora em musicologia pela Sorbonne, com uma tese sobre o repertório para violão na França e na Espanha no final do século XVII, apresentada em 2000.
Seu CD dedicado à música do espanhol Santiago de Murcia para guitarra barroca, uma encomenda de Paulo Paolini, diretor da Quadroframe, saiu em 2007 e contém, além de um largo panorama do repertório europeu, as primeiras peças de origem africana anotadas para violão já no século XVIII e gravadas no instrumento de origem.
Seu quarto CD como solista de violão, Dreams (GSP, 2011), cujo tema é a parentalidade, é composto de várias peças especialmente dedicadas ao projeto por compositores como Domeniconi e Thierry Rougier, além de compositores brasileiros. Nesse mesmo ano, sai o CD Pingue pongue em duo de violão e violão de seresta com Paulo Bellinati, seu parceiro de longa data, dedicado ao violão brasileiro e também com músicas autorais.
Entre seus projetos mais recentes, se destacam seu duo de guitarra barroca e harpa espanhola de duas ordens, com Françoise Johannel; o projeto Viva España, com Les Paladins de Jerome Correas e a dançarina barroca Ana Yepes ; e a edição da primeira reconstituição e transcrição para violão do manuscrito do século XVIII de composições do espanhol Antonio de Santa Cruz (edições Henry Lemoine).
Atualmente, pesquisa um repertorio com violão romântico e cordas utilizando a primeira Rénée Lacote que se conhece (1819). Dá aulas no departamento de violão clássico e de música antiga de Clamart (guitarras renascença e barroca), cobrindo assim a evolução do instrumento e do seu repertório, segue dando concertos e masterclasses de violão, e dirige uma coleção de partituras de música nova para as Edições Henry Lemoine, na França. Algumas de suas composições estão editadas, nos EUA, pela GSP e, na França, pela Henry Lemoine.

## Discografia
1. Cristina Azuma - LP (independente, 1986, Brasil - reedição Kuarup, 2021, Brasil)
2. Cristina Azuma no Palácio de la Guitarra - CD (Tartaruga Records, 1993, Japão)
3. Contatos - CD (GSP, 1995, EUA)
4. Mistérios do Rio Lento (com Celso Machado) - CD (The Voice of Lyrics, 1998, Suiça)
5. Santiago de Murcia: a portrait - CD (Frame, 2007, Itália)
6. Dreams - CD (GSP, 2011, EUA)
7. Pingue pongue (com Paulo Bellinati) - CD (Delira Musica, 2011, Brasil)

## Publicações
Tese de Doutorado em Musicologia pela Sorbonne  - Les musiques de danse pour guitare baroque en Espagne et en France (1660-1700) [2]
Catálogo de obras na Bibliothèque Nationale de France <https://catalogue.bnf.fr/rechercher.do?index=AUT3&numNotice=14750520>